# Мензерийе
Мензерийе (перс. منظریه‎) — небольшой город в центральном Иране, в провинции Исфахан. Входит в состав шахрестана Шехреза. По данным переписи, на 2006 год население составляло 5 617 человек.

## География
Город находится в южной части Исфахана, в гористой местности юго-восточного Загроса, на высоте 1859 метров над уровнем моря.
Мензерийе расположен на расстоянии приблизительно 77 километров к юго-юго-востоку (SSE) от Исфахана, административного центра провинции и на расстоянии 410 километров к юго-юго-востоку от Тегерана, столицы страны.